# الکساندرا بنادو
الکساندرا بنادو (انگلیسی: Alexandra Benado؛ زادهٔ ۱۱ مهٔ ۱۹۷۶) سیاست‌مدار اهل شیلی است.
از باشگاه‌هایی که در آن بازی کرده است می‌توان به باشگاه ورزشی پالستینو اشاره کرد.

## اوایل زندگی
الکساندرا بنادو در تاریخ ۱۱ مه ۱۹۷۶ در شهر استکهلم، پایتخت سوئد، به دنیا آمد. والدین او اهل شیلی بودند که به دلایل سیاسی از کشورشان مهاجرت کرده بودند. پدرش، که از تبار یهودی بود، با مادرش که غیر یهودی بود، در دوران مهاجرت آشنا شده و تشکیل خانواده داده بودند. دوران کودکی بنادو به واسطهٔ مهاجرت والدینش با تغییر مکان‌های متعدد همراه بود. او چندین سال ابتدایی زندگی خود را در فرانسه سپری کرد و در همان دوران، علاقه‌اش به ورزش، به‌ویژه فوتبال، شکوفا شد.
در فرانسه، بنادو با فوتبال به‌عنوان یک فعالیت اجتماعی و ورزشی آشنا شد و این ورزش برایش به بستری برای رشد فردی و اجتماعی تبدیل شد. او بازی فوتبال را نه تنها به عنوان سرگرمی، بلکه به‌عنوان ابزاری برای بروز احساسات، مقاومت و همبستگی فرا گرفت. مادرش، لوسیا ورگارا، یک مبارز چپ‌گرا بود که به عضویت جنبش چپ انقلابی (شیلی) درآمده بود و سال‌ها در فعالیت‌های سیاسی ضددیکتاتوری مشارکت داشت.
در سال ۱۹۸۳، زمانی که بنادو تنها هفت سال داشت، مادرش در جریان مبارزات سیاسی در شیلی به قتل رسید. این واقعه ضربه‌ای عمیق بر زندگی او گذاشت و مسیر آینده‌اش را به‌گونه‌ای دیگر شکل داد. پس از این فاجعه، بنادو از اروپا به کوبا نقل‌مکان کرد؛ کشوری که آن زمان پناهگاه بسیاری از تبعیدیان و مبارزان سیاسی شیلیایی بود. در کوبا، او در نظام آموزشی انقلابی پرورش یافت و بیشتر با ایده‌های سوسیالیستی، عدالت‌خواهانه و برابری‌طلبانه آشنا شد. این مفاهیم بعدها در فعالیت‌های اجتماعی و سیاسی او بازتاب پیدا کردند. او سرانجام در اوایل دههٔ ۱۹۹۰ به کشور زادگاه والدینش، شیلی، بازگشت و در آنجا ساکن شد.

## دوران باشگاهی
بنادو فعالیت حرفه‌ای خود در عرصهٔ فوتبال را از سال ۱۹۹۳ آغاز کرد، زمانی که به باشگاه اسپورتیوو میلانو د کولینا پیوست. پس از یک سال بازی در این تیم، در سال ۱۹۹۴ به باشگاه ورزشی پاستینو منتقل شد. این انتقال نقطهٔ عطفی در مسیر حرفه‌ای او بود، زیرا در این تیم توانست توانایی‌هایش را بیشتر بروز دهد و به‌عنوان یکی از بازیکنان زن مستعد فوتبال شیلی شناخته شود.
با وجود پیشرفت در دوران ورزشی، بنادو پیش از برگزاری قهرمانی فوتبال زنان آمریکای جنوبی ۲۰۰۳ دچار مصدومیتی شدید شد که او را ناچار به خداحافظی زودهنگام از فوتبال کرد. اما این پایان راه نبود. در سپتامبر سال ۲۰۰۹، مارتا تخدور، مربی اسپانیایی تیم ملی فوتبال زنان شیلی، که به‌دنبال الگوهای مثبت برای بازیکنان جوان بود، از بنادو دعوت کرد تا به میدان بازگردد.
بنادو دعوت را پذیرفت و از بازنشستگی بازگشت. او تا سال ۲۰۱۱ در تیم پروینسیال اوسورنو بازی کرد. بازگشت او به فوتبال الهام‌بخش نسل تازه‌ای از بازیکنان، از جمله کریستیانه اندلر و یانارا آئدو شد، که بعدها خود به چهره‌های مطرح فوتبال زنان شیلی تبدیل شدند.

## دوران ملی
الکساندرا بنادو سابقهٔ بازی در تیم ملی فوتبال زنان شیلی را نیز دارد. او در ترکیب تیم ملی در قهرمانی فوتبال زنان آمریکای جنوبی ۲۰۱۰ به میدان رفت و یکی از بازیکنان باتجربهٔ تیم محسوب می‌شد. حضور او در تیم ملی نه‌تنها به‌لحاظ فنی، بلکه از نظر روانی و اخلاقی نیز برای دیگر بازیکنان اهمیت زیادی داشت، چرا که او الگویی از پایداری، شجاعت و تعهد بود.
او همچنین در جریان اردوها و دیدارهای دوستانهٔ تیم ملی در سال‌های پیش و پس از آن، نقش فعالی ایفا کرد و یکی از رهبران تیم در داخل و خارج از زمین بود. بنادو با رویکردی مثبت و روحیه‌ای الهام‌بخش، تأثیر بسزایی بر روند آماده‌سازی تیم برای رقابت‌های بین‌المللی داشت.

## زندگی شخصی
بنادو همواره فردی شجاع در بیان هویت و باورهای خود بوده است. او آشکارا همجنس‌گراست و در جامعهٔ محافظه‌کار شیلی، از معدود زنان ورزشکار و فعالان سیاسی‌ای به‌شمار می‌رود که بدون پنهان‌کاری دربارهٔ گرایش جنسی خود سخن گفته‌اند. او همراه با شریک زندگی خود، در راستای به‌رسمیت‌شناختن قانونی همجنس‌گرایان، به‌ویژه حق سرپرستی فرزندان، مبارزه کرده‌ است.
زندگی شخصی و عمومی بنادو همواره با کنشگری اجتماعی گره خورده است؛ او نه‌تنها در زمین فوتبال، بلکه در عرصه‌های اجتماعی، فرهنگی و سیاسی نیز حضوری فعال و مؤثر داشته است.